# Pascal Richard
Pascal Richard (Vevey, 16 de marzo de 1964) fue un ciclista suizo, profesional entre los años 1986 y 2000, durante los cuales consiguió 68 victorias.

## Palmarés

### Ruta
| 1985 - Gran Premio Guillermo Tell, más 1 etapa 1986 - Campeonato de Suiza de Montaña en Ruta - 1 etapa de la Vuelta a Asturias 1987 - Campeonato de Suiza de Montaña en Ruta - 2.º en el Campeonato de Suiza en Ruta - 1 etapa del Gran Premio Guillermo Tell 1989 - Campeonato de Suiza en Ruta - Campeonato de Suiza de Montaña en Ruta - 1 etapa del Tour de Francia 1990 - Tres Valles Varesinos 1991 - Campeonato de Suiza de Montaña en Ruta - 2 etapas del Tour de Romandía - 1 etapa de la Tirreno-Adriático - Trofeo Laigueglia 1993 - Campeonato de Suiza en Ruta - Giro de Lombardía - Tour de Romandía, más 1 etapa - 1 etapa del Critérium Internacional - Giro de Lazio - Giro de la Romagna - 1 etapa de la Settimana Ciclistica Internazionale - 1 etapa de la Vuelta a Suiza | 1994 - Tour de Romandía, más 2 etapas - Vuelta a Suiza, más una etapa - 1 etapa del Giro de Italia más la Clasificación de la montaña - 1 etapa de la París-Niza - GP Kanton Aargau 1995 - 2 etapas del Giro de Italia - 1 etapa de la París-Niza - 2.º en el Campeonato de Suiza en Ruta - Giro Reggio Calabria - Giro de Lazio - GP Kanton Aargau - Trofeo Melinda 1996 - Lieja-Bastoña-Lieja - 1 etapa del Giro de Italia - 1 etapa del Tour de Francia - Juegos Olímpicos en Ruta 1998 - 1 etapa del Giro del Trentino 1999 - 1 etapa de la Vuelta a Suiza - Criterium de los Abruzzos |

### Ciclocrós
| 1985 - 2.º en el Campeonato de Suiza de Ciclocrós 1986 - Campeón de Suiza de Ciclocrós - 2.º en el Campeonato Mundial de Ciclocrós 1987 - 2.º en el Campeonato de Suiza de Ciclocrós | 1988 - Campeonato Mundial de Ciclocrós - 2.º en el Campeonato de Suiza de Ciclocrós 1989 - Campeón de Suiza de Ciclocrós |

## Resultados

### Grandes Vueltas y Campeonatos del Mundo de Ciclocrós
| Carrera              | Carrera              | 1986 | 1987 | 1988 | 1989 | 1990 | 1991 | 1992 | 1993 | 1994 | 1995 | 1996 | 1997 | 1998 | 1999 | 2000 |
| -------------------- | -------------------- | ---- | ---- | ---- | ---- | ---- | ---- | ---- | ---- | ---- | ---- | ---- | ---- | ---- | ---- | ---- |
|                      | Giro de Italia       | —    | —    | —    | —    | —    | —    | 56.º | —    | 15.º | 13.º | Ab.  | —    | Ab.  | 55.º | Ab.  |
|                      | Tour de Francia      | —    | —    | Ab.  | 23.º | Ab.  | 49.º | Ab.  | —    | —    | —    | 47.º | —    | —    | —    | —    |
|                      | Vuelta a España      | —    | —    | —    | —    | —    | —    | Ab.  | —    | —    | —    | —    | 34.º | —    | —    | —    |
| Mundial de Ciclocrós | Mundial de Ciclocrós | 2.º  | —    | 1.º  | —    | —    | —    | —    | —    | —    | —    | —    | —    | —    | —    | —    |

—: no participa

### Clásicas, Campeonatos y JJ. OO.
| Carrera               | Carrera               | 1986 | 1987 | 1988 | 1989          | 1990          | 1991          | 1992  | 1993          | 1994          | 1995          | 1996  | 1997          | 1998          | 1999          | 2000 |
| --------------------- | --------------------- | ---- | ---- | ---- | ------------- | ------------- | ------------- | ----- | ------------- | ------------- | ------------- | ----- | ------------- | ------------- | ------------- | ---- |
| Omloop Het Nieuwsblad | Omloop Het Nieuwsblad | —    | —    | —    | —             | —             | 25.º          | 109.º | —             | —             | —             | —     | —             | —             | —             | —    |
|                       | Milán-San Remo        | —    | —    | —    | —             | 52.º          | —             | —     | 18.º          | 95.º          | 51.º          | —     | —             | 93.º          | 67.º          | —    |
| Gante-Wevelgem        | Gante-Wevelgem        | —    | —    | —    | —             | —             | 83.º          | —     | —             | —             | —             | —     | —             | —             | —             | —    |
|                       | Tour de Flandes       | —    | —    | —    | —             | —             | —             | 92.º  | —             | —             | —             | —     | —             | —             | —             | —    |
| Flecha Valona         | Flecha Valona         | 42.º | —    | —    | —             | —             | —             | —     | 80.º          | —             | —             | 14.º  | —             | 69.º          | —             | —    |
|                       | Lieja-Bastoña-Lieja   | —    | —    | —    | —             | —             | 72.º          | —     | —             | —             | —             | '1.º' | —             | —             | —             | —    |
| HEW Cyclassics        | HEW Cyclassics        | —    | —    | —    | —             | —             | —             | —     | —             | —             | —             | —     | —             | —             | —             | 72.º |
| Clásica San Sebastián | Clásica San Sebastián | —    | —    | —    | —             | '9.º'         | 23.º          | —     | —             | —             | 95.º          | —     | —             | —             | —             | —    |
| Campeonato de Zúrich  | Campeonato de Zúrich  | —    | —    | —    | 100.º         | —             | 18.º          | —     | —             | 7.º           | —             | —     | 39.º          | 27.º          | Ab.           | —    |
|                       | Giro de Lombardía     | —    | —    | —    | —             | '2.º'         | —             | —     | '1.º'         | '3.º'         | '8.º'         | —     | 55.º          | '5.º'         | 11.º          | —    |
| JJ. OO. (Ruta)        | JJ. OO. (Ruta)        | ND   | ND   | —    | No se disputó | No se disputó | No se disputó | —     | No se disputó | No se disputó | No se disputó | '1.º' | No se disputó | No se disputó | No se disputó | —    |
| Mundial en Ruta       | Mundial en Ruta       | 32.º | —    | —    | Ab.           | 50.º          | 44.º          | —     | 24.º          | Ab.           | '5.º'         | —     | Ab.           | 43.º          | 20.º          | —    |
| Suiza en Ruta         | Suiza en Ruta         | —    | —    | —    | 1.º           | —             | —             | —     | 1.º           | —             | —             | —     | —             | —             | 20.º          | —    |

—: No participa 

Ab.: Abandona

## Reconocimientos
- Mendrisio de Oro (1993)

- Datos: Q553144
- Multimedia: Pascal Richard / Q553144